# Aulax
 Aulax es un género de arbustos con tres especies perteneciente a la familia de las proteáceas.  Es originario de Sudáfrica. Como es usual en las proteáceas, tiene las flores masculinas y femeninas en plantas separadas. Los arbustos tienen el follaje como agujas. En primavera y verano las plantas femeninas producen flores en forma de embudo parecida a Leucospermum  que se convierten en conos de semillas. Las flores masculinas tienen amentos de color amarillo.

## Cultivo
En todos los aspectos, son las plantas resistentes, excepto a las heladas. Toleran el calor extremo, la humedad muy baja, y la sequía prolongada. Al igual que prácticamente todas las plantas Proteaceae, crecen mejor en un suelo ligero arenoso con buen drenaje. Se propagan por semillas o esquejes semi-endurecidos a finales verano y otoño.

## Taxonomía
Aulax fue descrito por Peter Jonas Bergius y publicado en Descriptiones Plantarum ex Capite Bonae Spei, ... 33. 1767. La especie tipo es: Aulax pinifolia P.J. Bergius. 

## Especies aceptadas
A continuación se brinda un listado de las especies del género Aulax aceptadas hasta abril de 2012, ordenadas alfabéticamente. Para cada una se indica el nombre binomial seguido del autor, abreviado según las convenciones y usos.
- Aulax cancellata (L.) Druce
- Aulax pallasia Stapf
- Aulax umbellata (Thunb.) R.Br.